# Esmeralda Berbel Perdiguero
Esmeralda Berbel Perdiguero (Badalona, 1961) és una escriptora catalana en castellà.
Nascuda a Badalona el 1961, on hi tenien la residència els pares, tot i que bona part de la infància i la joventut la va passar a Sant Adrià de Besòs, on la família tenia un bar.
Llicenciada en filologia hispànica per la Universitat de Barcelona. El 1993 va quedar finalista del certamen de relats breus Imágenes de Mujer amb la publicació del conte No me dijo i va ser finalista del premi de narrativa castellana de la Fundació La Caixa amb el conte Dormir y despertar. L'any següent va ser finalista del premi Femenino-Lumen amb El hombre que pagaba noches enteras, el seu primer llibre de relats, publicat el 2002.
L'Associació Progressista de dones Montserrat Roig va premiar el seu conte Albahaca (1998) i el relat Amapolar (2003), publicats de nou el 2019 juntament amb el llibre Alismas. El 2005 va publicar el llibre Tracta'm bé, que tracta sobre el maltractament físic i psicològic. El 2006 va rebre el premi de narrativa per a dones de Terrassa pel relat Arborcer i el 2007 va ser premiada al certamen de contes breus d'Adrogué, a Buenos Aires, amb el relat La línea.
També ha publicat llibres de poesia com Calma corazón, calma o Fumar en la bañera. A banda de la seva activitat com a escriptora, és professora de l'escola d'escriptura de l'Ateneu Barcelonès i d'altres centres públics i privats.
Va estar casada amb l'actor Eduard Fernández durant 25 anys; tenen una filla, Greta Fernández. Arran del divorci, molt dur segons Berbel, va publicar un llibre autobiogràfic sobre la ruptura titulat Irse.